# Gerrit Glas
Gerrit Glas (1954) is een Nederlands psychiater en filosoof.
Glas studeerde geneeskunde en filosofie. Hij is werkzaam als psychiater voor Dimence (Midden en West Overijssel) en promoveerde in 1991 op het proefschrift Concepten van angst en angststoornissen. Een vakfilosofische en psychiatrische studie (Lisse/Amsterdam: Swets & Zeitlinger). 
Gerrit Glas was van 1992 tot en met 2010 als bijzonder hoogleraar reformatorische wijsbegeerte verbonden aan de faculteit wijsbegeerte van de Universiteit Leiden. In 2006 werd hij aan dezelfde universiteit bij het Leids Universitair Medisch Centrum benoemd tot hoogleraar Wijsgerige aspecten van de psychiatrie. Sinds 2011 bekleedt hij de Dooyeweerdleerstoel aan de Vrije Universiteit Amsterdam; in 2016 werd hij aldaar benoemd tot de eerste Nederlandse hoogleraar filosofie van de neurowetenschappen.
Samen met Henk Jochemsen schreef hij het boek Verantwoord medisch handelen (Amsterdam: Buijten & Schipperheijn, 1997). In 2001 verscheen van zijn hand Angst - beleving, structuur, macht (Amsterdam: BOOM). Glas publiceert op de grensvlakken tussen geneeskunde, filosofie, neurowetenschappen, maatschappij en ethiek. Bijzondere interessegebieden zijn: angst, het kwaad, het thema 'verbondenheid', filosofie van de neurowetenschappen, biologisering van het mensbeeld, theorieën over het zelf en persoonlijkheid, de filosofen Herman Dooyeweerd en Søren Kierkegaard. 
Gerrit Glas is voorzitter van het Platform Psychiatrie en Filosofie van de Nederlandse Vereniging voor Psychiatrie, voorzitter van de Stichting Psychiatrie en Religie, eindredacteur van het tijdschrift Psyche en Geloof. Hij is aangesloten bij de Stichting voor Christelijke Filosofie. 
- Gemeinsame Normdatei: 1037989864
- International Standard Name Identifier: 0000 0000 4301 5772
- Library of Congress Control Number: n96092341
- NARCIS: PRS1237454
- Nationale Bibliotheek van Israël: 987007445363605171
- Nederlandse Thesaurus van Auteursnamen: 082411816
- ORCID: 0000-0002-8216-0934
- Virtual International Authority File: 18952215
- WorldCat: E39PBJfmrwcd6Q3JrwQG6XK68C